# Кавалејска шумска корњача
Кавалејска шумска корњача (Vijayachelys silvatica) је врста гмизавца из реда корњача и породице Geoemydidae. 

## Распрострањење
Ареал врсте је ограничен на једну државу. Индија је једино познато природно станиште врсте.

## Станиште
Станишта врсте су шуме и слатководна подручја. 

## Угроженост
Ова врста се сматра угроженом.